# 88式自動步槍
88式自動步槍是朝鮮民主主義人民共和國仿製的AK-74。

## 歷史
在1980年代末，北韓開始從蘇聯引進AK-74小口徑步槍及配套的5.45毫米槍彈，把仿製品稱為88式自動步槍。
最早的實物樣品是2002年日本海上保安廳人員，在九州南西海域工作船事件打撈獲得的。曾因打撈的實物上的不清銘文，被誤認為是98式自動步槍。

## 設計
88式的發射機構內取消了擊鎚減速器，其餘與AK-74基本相同。
由於合成材料生產能力上的欠缺，所以槍身非金屬零件多為木質，彈匣也全部為鋼板沖壓而成。
最近裝備部隊的步槍，已開始改用跟AK-74M相似的複合材料製護木、手槍握把和彈匣，據指是從俄羅斯進口。

## 衍生型

### 88-1式
AKS-74突擊步槍的仿製品。
與原型區別一是折疊方向，改為向右折疊，二是槍托不是三角形，而是類似中國81-1步槍折疊托的供手握持部分，但沒有護木。

### 88-2式
北韓目前已經有另一種折疊托的88式。
88-2式採用類似中國79式微型沖鋒槍那樣向上折疊的槍托，折疊後位於機匣頂部，護木和小握把為複合材料製成，但彈匣仍為金屬。
這種新型折疊托88式，使用範圍已經從駐守板門店附近的人民軍，擴展到很多部隊，似乎是88式目前最新的改型。

### 螺旋弹筒型
2013年3月初，金正恩在視察某駐島部隊時，其警衛隨身攜帶的不僅是88式，更改用了此前從未見過的大容量滾筒式彈筒。
這種供彈具在2017年太陽節閱兵中。普遍地出現在特種作戰軍隊員的步槍上，經常被新聞媒體誤報導為榴彈發射器。作為在自動步槍上應用的同類供彈具，這在世界上還是首例。
但由於其彈筒非常笨重，裝上槍械後射手需以其充當護木，使用時會相當難以握持及操作；而且彈筒本身結構比彈匣複雜得多。
現在除該槍外只有發射手槍子彈的槍械使用，美國卡利科系列武器系統和俄羅斯的PP-19野牛衝鋒槍就是知名的彈筒供彈槍械，但該槍因故障頻繁，而鮮有獲得各國部隊採用。

### 改短枪管型
2017年太陽節閱兵中，一種同樣以彈筒供彈的短槍管衍生型，首次地出現在接受檢閱的特種作戰軍隊員手上。
該槍在設計上或許是參考了AKS-74U卡賓槍，機匣較一般標準型AK步槍短，但槍管卻較像AK-102、AK-104及AK-105的設計，護木和握把都是以複合材料製成。消焰器則是常見於西方槍械的鳥籠式火帽，而非常見於短槍管AK的喇叭型火帽。
因應該槍的緊湊設計，其採用的彈筒也較標準型步槍短小，也意味著載彈量較小；摺疊式槍托跟標準型步槍一樣也是向上摺疊。
有趣的是在閱兵當天，有部份士兵攜帶的彈筒供彈式步槍的彈筒被鐵絲纏著，似乎是用作加以穩固彈筒，以防止它意外掉落。

### 88式班用機槍
RPK-74輕機槍的仿製品，與原型區別一是加强机匣前部铆接处，二是也没有配备45发弹匣。
与88式自動步槍相同，該槍也有相同的兩套折疊槍托和聚合物版本。
2017年4月太阳节阅兵上的88式班用机枪改进型，配备88-1式的侧向折叠式枪托，改用容弹量更高的聚合物制四排弹匣（目测60发）。

### "OICW型"
步枪部分以88式为基础。

### "狙击步枪型"
在2013年出现的类似伊拉克塔布克狙击步枪新型号。
不同于资料相对较多的78式狙击步枪及其仿制对象PSL狙击步枪和M76狙击步枪，其瞄准镜装在照门上。

### 犢牛式版本
2010年代後期，在朝鮮人民軍特種部隊的訓練片段及圖片中，出現了裝上光學瞄準鏡的犢牛式AK步槍，疑似是88式的犢牛式版本。

## 採用
外界至今尚不清楚北韓88式步槍具體的生產及裝備數量，甚至連北韓是否自行生產5.45毫米槍彈都沒有確定。
跟68式不同，88式目前似乎已經裝備朝鮮人民軍中的普通部隊，是北韓現行主力步槍。

## 使用國
- 朝鮮民主主義人民共和國
- 卢旺达
- 越南
- 尚比亞

## 外部連結
- 技术派｜朝鲜版“战略步枪”亮相，外形设计紧跟世界潮流（页面存档备份，存于）
- 槍炮世界－朝鮮AK（页面存档备份，存于）
- 求朝鲜88式滚筒供弹式步枪的资料？—章易的回答